# TSV Roth
Der TSV 1859 Roth war ein deutscher Sportverein mit Sitz in der bayerischen Kreisstadt Roth im gleichnamigen Landkreis. Der Verein fusionierte im Jahr 2008 mit dem SC Roth zur TSG 08 Roth.

## Geschichte

### Fußball
Die erste Fußballmannschaft stieg nach einer knapp verpassten Meisterschaft in der Saison 1971/72 nach der darauffolgenden Spielzeit in die zu dieser Zeit drittklassige 1. Amateurliga Bayern auf. Die Mannschaft stieg in jener Saison mit 18:50 Punkten als Tabellenletzter direkt wieder ab. Nach einigen knapp verhinderten Abstiegen aus der Landesliga stieg die Mannschaft in der Saison 1977/78 in die Bezirksliga ab.

### Weitere Sportarten
Der für den TSV startende Leonhard Schroll erreichte bei den Deutschen Leichtathletik-Meisterschaften 1973 beim 5000-Meter-Lauf mit einer Zeit von 14:22 Minuten in der Gesamtwertung den achten Platz. Besonders bekannt ist der Verein durch die von Detlef Kühnel gegründete Triathlon-Abteilung. Diese richtete erstmals im Jahr 1984 den Franken-Marathon aus, welcher heutzutage noch als Challenge Roth weiter besteht. Ebenfalls im Triathlon platzierte sich ein Männer-Team des TSV bei der Erstaustragung der Triathlon-Bundesliga im Jahr 1996 auf dem dritten Platz.
Im Faustball spielte die erste Männermannschaft des TSV in der Faustball-Bundesliga Süd in der Hallenrunde von 1999/00 bis 2000/01 und 2002/03 bis 2005/06. Dasselbe gelang der Mannschaft in der Feldrunde 2000 bis 2005. Zudem gelang der Mannschaft in der Hallensaison 2006/07 in der 2. Bundesliga innerhalb der Staffel Süd der Meistertitel und der Wiederaufstieg in die Hallen-Bundesliga Süd 2007/08.

### Fusion
Im Juni 2008 wurde eine Fusion des Vereins mit dem SC 52 Roth beschlossen, der neue Verein firmierte dabei unter dem Namen TSG 08 Roth. Als Farben des neuen Vereins wurde sich auf Rot/Grün in Kombination mit Weiß geeinigt. Die Fußball-Mannschaft des TSV Roth behielt dabei ihr Startrecht in der Bezirksoberliga, die zweite Mannschaft behielt das ihrige in der Bezirksliga. Die Mannschaften in der A-Klasse wurden zusammengefasst, womit die restlichen Teams des SC aufgelöst wurden.

## Persönlichkeiten
- Richard Albrecht (1936–2021), Fußballspieler in den 1950er Jahren und später beim 1. FC Nürnberg und Greuther Fürth
- Gustav Flachenecker (1940–2021), Spielertrainer im Jahr 1974 vorher beim 1. FC Nürnberg
- Detlef Kühnel (* 1944), Triathlet und Mitgründer der heutigen Challenge Roth
- Dieter Lieberwirth (* 1954), Fußballspieler in der Jugend und später beim 1. FC Nürnberg
- Bernd Müller (* 1963), Fußballspieler in den 1980er Jahren und später u. a. bei der SpVgg Fürth
- Markus Steinhöfer (* 1986), Fußballspieler in der Jugend und später u. a. bei den FC Bayern Amateuren und beim FC Basel
- Jim-Patrick Müller (* 1989), Fußballspieler in der Jugend und später bei Jahn Regensburg und der SpVgg Unterhaching